# Křešice
Křešice (en allemand : Kreschitz) est une commune du district de Litoměřice, dans la région d'Ústí nad Labem, en Tchéquie. Sa population s'élevait à 1 434 habitants en 2021.

## Géographie
Křešice se trouve sur la rive droite de l'Elbe, à 5 km à l'est-sud-est de Litoměřice, à 20 km au sud-est d'Ústí nad Labem et à 53 km au nord-ouest de Prague.
Située au centre de la région d'Usti nad Labem, la commune est limitée par Býčkovice et Liběšice au nord, par Polepy et Chodouny à l'est, par l'Elbe au sud-ouest, et par Litoměřice et Trnovany au nord-ouest.

## Histoire
La première mention écrite du village date de 1057.

## Patrimoine

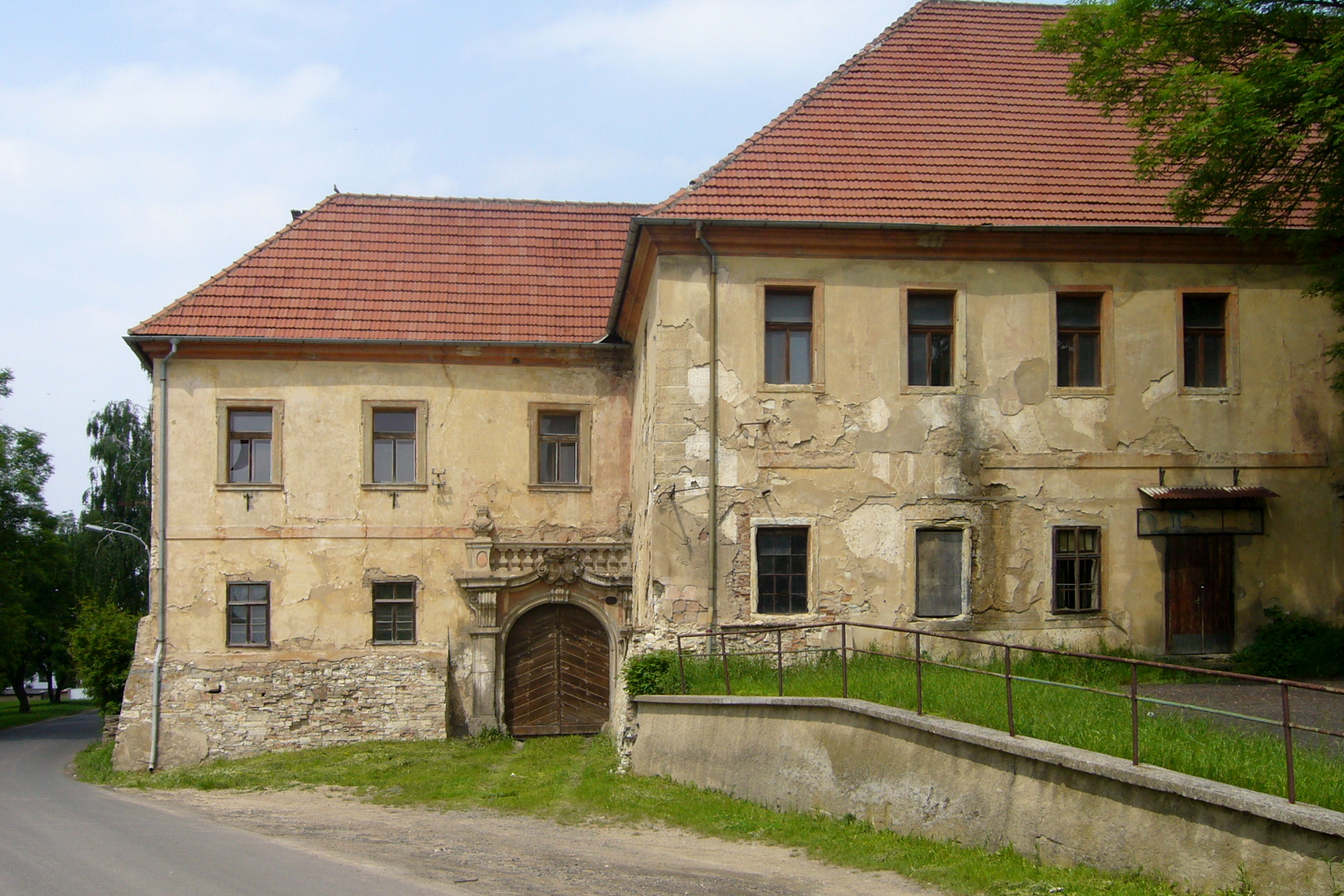
Château de Zahořany.
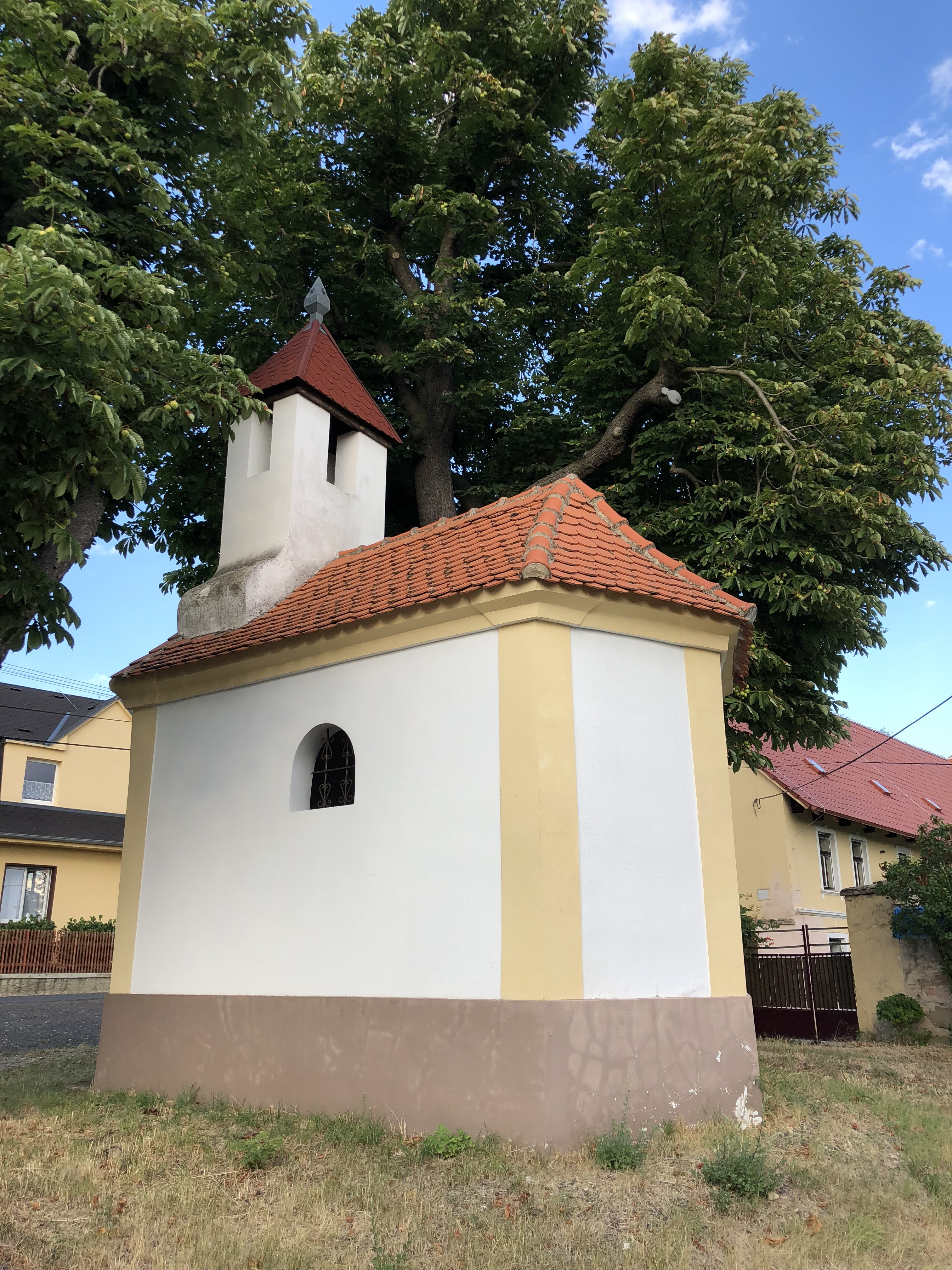
Chapelle Saint-Martin à Sedlec

## Administration
La commune se compose de cinq quartiers :
- Křešice
- Nučnice
- Sedlec
- Třeboutice
- Zahořany

## Transports
Par la route, Křešice se trouve à 6 km de Roudnice nad Labem, à 24 km de Litoměřice, à 28 km d'Ústí nad Labem et à 72 km de Prague.